# Drapelul Germaniei
Drapelul național al Germaniei este simbolul oficial de stat și este format din trei benzi orizontale de dimensiuni egale în culorile negru, roșu și galben (negru-roșu-auriu). În Constituția Germaniei, cele trei culori ale drapelului se desemnează ca „schwarz-rot-gold” (negru-roșu-auriu), dar în limbajul heraldicilor, aur înseamnă galben.
Tricolorul a apărut pentru prima dată la începutul secolului al XIX-lea și a dobândit proeminență pe timpul revoluției din 1848. Parlamentul din Frankfurt din 1848-1850 a propus tricolorul ca steag pentru un stat german unit și democratic. Odată cu formarea Republicii Weimar după Primul Război Mondial, tricolorul a fost adoptat ca drapel național al Germaniei. Urmând Al Doilea Război Mondial, acesta a fost desemnat ca drapel atât al Germaniei de Vest cât și al celei de Est. Cele două drapele au fost identice până în 1959, când simbolurile socialiste au fost adăugate celui al Germaniei de Est. De la reunificarea din 3 octombrie 1990, tricolorul negru-roșu-auriu a rămas drapelul Germaniei.
Acesta nu a folosit întotdeauna negrul, roșul și galbenul ca fiind culorile sale. După războiul Austro-Prusac din 1866, Confederația Germană de Nord dominată de prusaci a adoptat un tricolor negru-alb-roșu ca drapel, care a devenit ulterior drapelul Imperiului German, format din unificarea Germaniei în 1871, și a fost folosit până în 1918. Negru, alb și roșu au redevenit culori naționale germane odată cu întemeierea Germaniei Naziste, în 1933.
Schema culorilor a negru-roșu-galbenului și a negru-alb-roșului a jucat un rol important în istoria Germaniei și a avut diferite semnificații. Culorile drapelului modern sunt asociate cu democrația republicană formată după Al Doilea Război Mondial și reprezintă unitatea și libertatea germană: nu numai libertatea Germaniei, dar și cea personală a cetățenilor germani.

## Variante ale drapelului

### Drapele verticale

Drapel civil (atârnând)

Drapel guvernamental (atârnând)

În plus față de formatul normal orizontal, multe clădiri publice din Germania folosesc drapele verticale.  Proporțiile acestora nu sunt specificate - deși o rație de 5:2 este cea mai comună
În 1996, o prezentare pentru versiunea verticală a fost stabilită: Bundesschild este dispus în centrul drapelului, suprapunându-se cu o cincime din fâșiile negre și aurii. Când atârnat ca un banner, partea neagră ar trebui să fie în stânga, precum ilustrat. Când este înălțat de un catarg vetical, fâșia neagră trebuie să fie în partea catargului.

## Design
Fâșiile drapelului național au culorile jet black, traffic red și cadmium yellow.
| Spațiu de culoare | Negru   | Roșu         | Galben      |
| ----------------- | ------- | ------------ | ----------- |
| Pantone           | Black   | 485          | 7405        |
| RAL               | 9005    | 3020         | 1021        |
| HKS               | 0, 0, 0 | 5.0PB 3.0/12 | 6.0R 4.5/14 |
| Web               | #000000 | #FF0000      | #FFCC00     |

## Zilele Drapelului

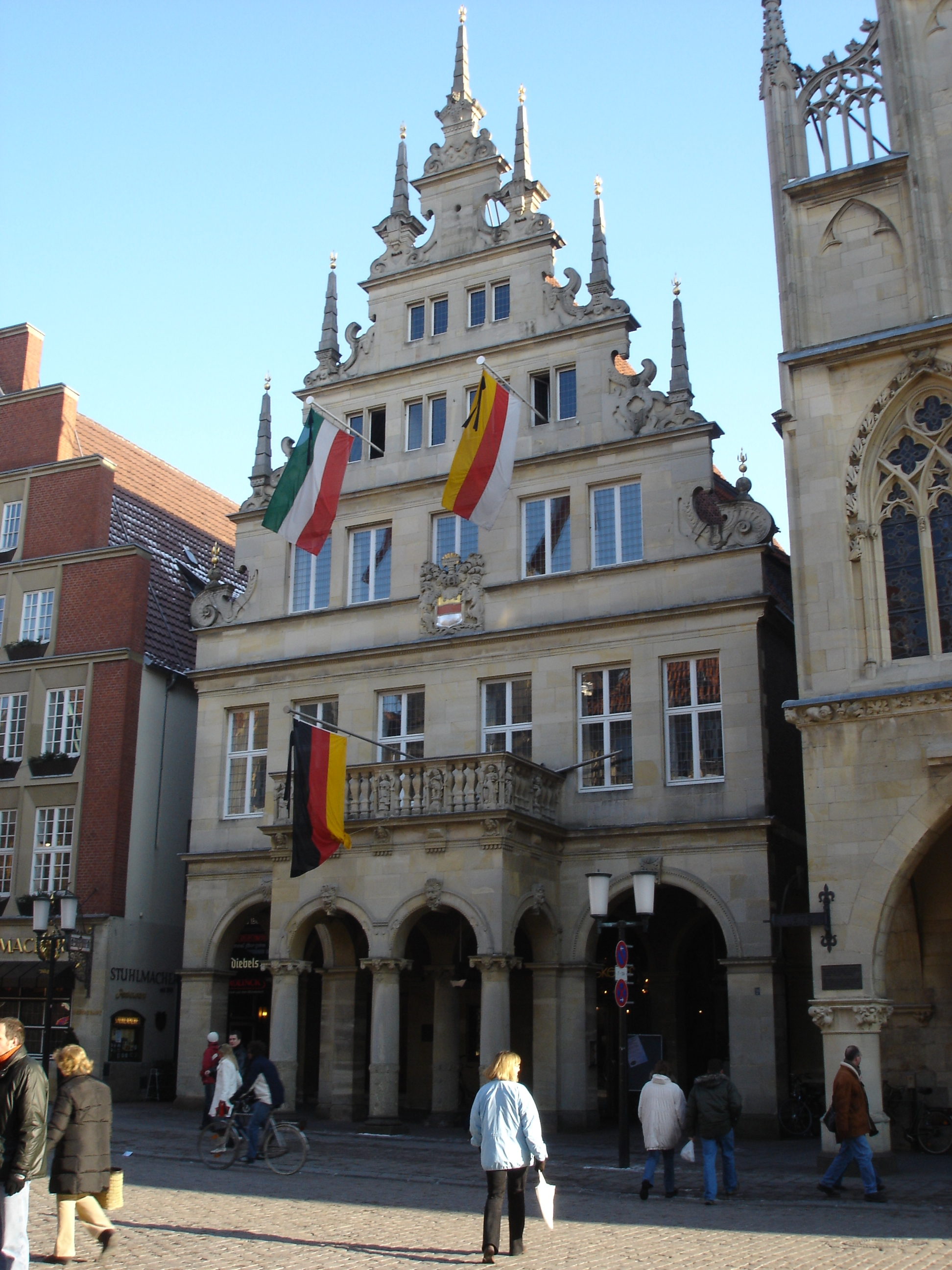
Stadtweinhaus în Münster cu bannere prezentate pentru jelire (a se vede panglicile negre deasupra fiecărui catarg) după moartea fostului președinte al Germaniei, Johannes Rau, în 2006

După decretul federal din 22 martie 2005, drapelul trebuie expus pe clădirile publice pe următoarele date (nu toate din aceste zile sunt sărbători publice):
| Data                                    | Nume | Motiv |
| --------------------------------------- | --- | --- |
| 27 ianuarie                             | Ziua comemorării victimelor socialismului național Tag des Gedenkens an die Opfer des Nationalsozialismus | Aniversarea eliberării Lagărului de exterminare Auschwitz, remarcată de Organizația Națiunilor Unite ca Ziua Internațională a Eroilor Holocaustului. (în bernă) |
| 1 mai                                   | Ziua Muncii Tag der Arbeit                                                                                | Și-a pus bazele pentru uniunile germane a muncitorilor pentru a demonstra promovarea ajutorului social al muncitorilor.                                         |
| 9 mai                                   | Ziua Uniunii Europene Europatag                                                                           | Aniversarea Declarației lui Schuman, ce a condus la formarea Uniunii Europene (1950).                                                                           |
| 23 mai                                  | Ziua Constituției                                                                                         | Aniversarea Constituției Germane (1949). |
| 17 iunie                                | Jahrestag des 17. Juni 1953                                                                               | Aniversarea Revoltelor din Germania de Răsărit din 1953. |
| 20 iulie                                | Jahrestag des 20. Juli 1944                                                                               | Aniversarea Atentatului eșuat din 20 iulie 1944 împotriva lui Adolf Hitler de Claus Schenk Graf von Stauffenberg. (1944)                                        |
| 3 octombrie                             | Ziua Unificării Germane Tag der Deutschen Einheit                                                         | Aniversarea Zilei Unificării Germane (1990). |
| Două Duminici înainte de primul Advent. | Ziua națională a jelitului Volkstrauertag                                                                 | Comemorarea tuturor celor uciși în timpul războaielor. (în bernă)                                                                                               |
| Sursa: Guvernul Federal al Germaniei    | | |

Zilele cu alegeri pentru Bundestag și pentru Parlamentul European sunt de asemenea zile ale drapelului în unele landuri, în adaos cu alte zile ale drapelului specifice. Expunerea publică a drapelelor pentru alte evenimente - precum alegerile pentru președintele Germaniei sau moartea unui politician proeminent (când drapelele ar fi în bernă) - poate fi declarată la discreția Ministerul Federal al Interiorului. Când drapelele sunt solicitate a fi expuse în bernă (adică coborât pe jumătate în semn de doliu), cele verticale nu sunt coborâte. O panglică neagră este pusă în loc.

## Istorie

Banner al Sfântului Împărat Roman (sec. al XIV-lea)
Banner al Sfântului Împărat Roman (secolele XV-XIX)
Steagul de război al Sfântului Imperiului Roman (sec. XIII-XIV)
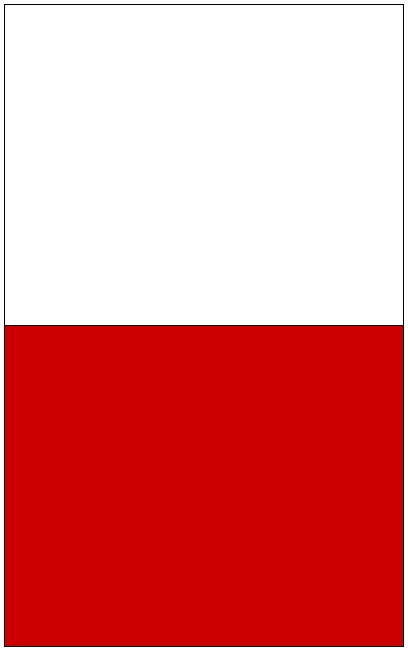
Primele drapele Hanseatice
Bannerele orașelor Lübeck și Bremen
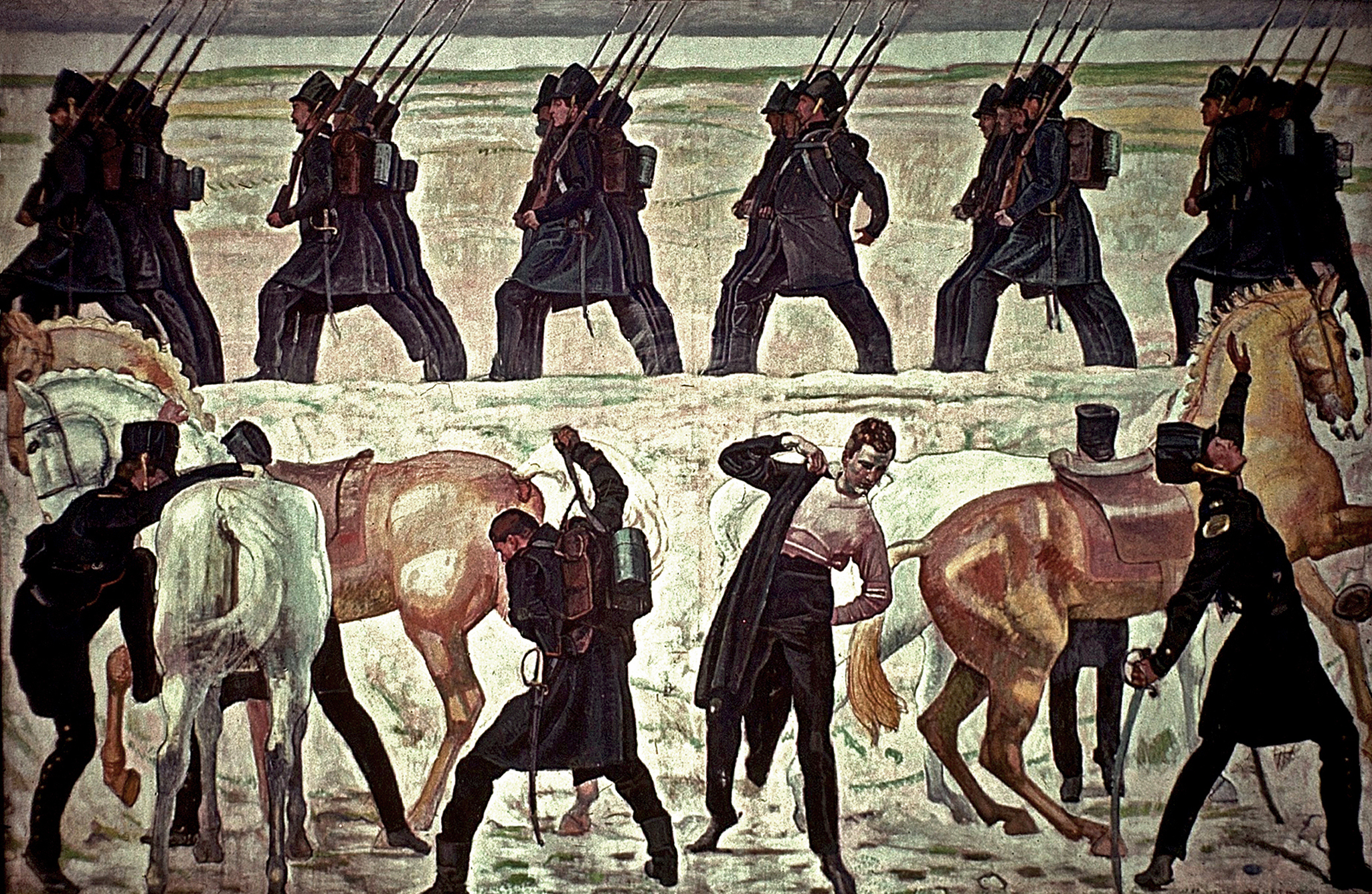
Studenții Jena în Lützow Free Corps, pictură de Ferdinand Hodler (1909)
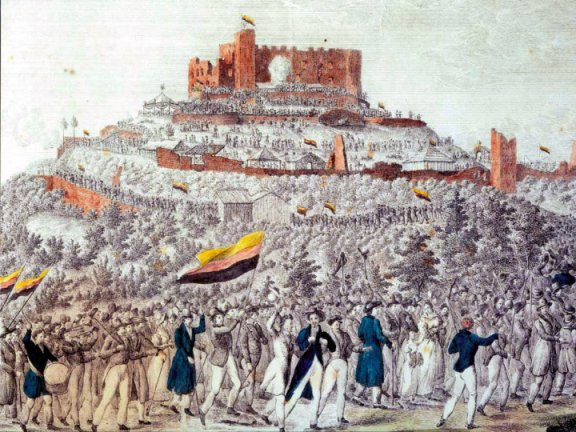
Festivalul de la Hambach (mai 1832), litografie contemporană
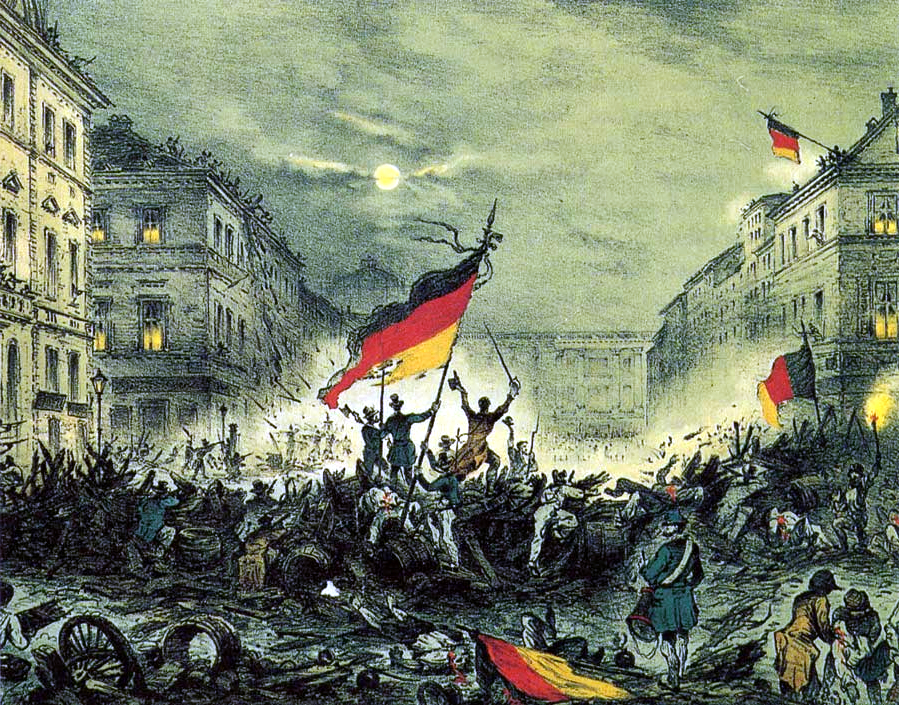
Revoluționarii în Berlin (martie 1848)
Steagul de război al Reichsflotte (1848–1852)